# 734 до н. е.

## Події
- Тіглатпаласар III відновив війну на заході, де проти нього виступили цар Дамаску Резон ІІ і цар Ізраїлю Пеках, які були розбиті. Населення північної частини ізраїльського царства потрапило під насаху, тобто було депортоване.
- Початок правління царя Вавилонії Набу-надін-зері.